# Bergtjärnen (Kalls socken, Jämtland, 706095-137054)
Bergtjärnen är en sjö i Åre kommun i Jämtland och ingår i Indalsälvens huvudavrinningsområde.